# Yukiko Kada

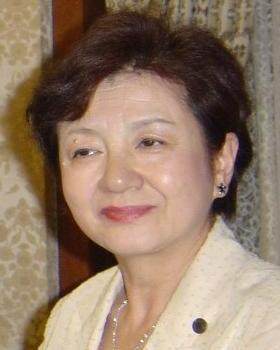
Gouverneurin Kada im Juni 2007

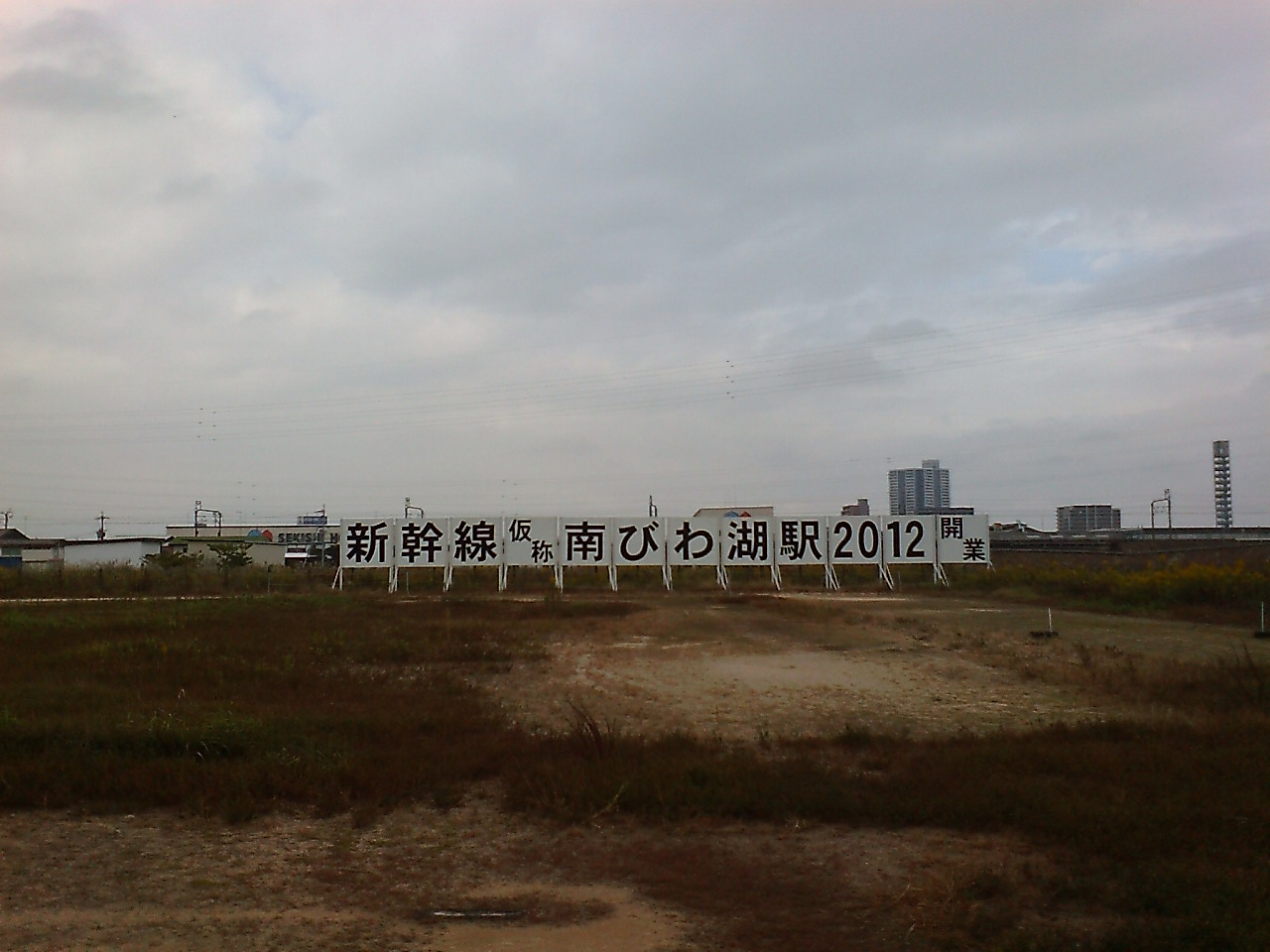
Der Standort des 2007 aufgegebenen, geplanten Bahnhofs Minami-Biwako (南びわ湖駅) an der Tōkaidō-Shinkansen auf dem Stadtgebiet von Rittō, auf dem Schild steht 2007 noch: „Eröffnung 2012“.

Yukiko Kada (jap. 嘉田 由紀子 Kada Yukiko; * 18. Mai 1950 in Honjō, Präfektur Saitama) ist eine japanische Politikerin und seit 2019 für die Präfektur Shiga Mitglied im Senat, dem Oberhaus des Nationalparlaments. Von 2006 bis 2014 war sie Gouverneurin von Shiga. Seit Dezember 2023 ist sie Mitglied der Kyōiku mushōka o jitsugen suru kai (教育無償化を実現する会, „Vereinigung zur Realisierung kostenloser Bildung“) und damit seit Januar 2024 Mitglied der Fraktionsgemeinschaft mit der Nippon Ishin no Kai.
Kada ist Absolventin der landwirtschaftlichen Fakultät der Universität Kyōto. Während ihres Studiums lebte sie 1972 für ein halbes Jahr in Tansania. Nach ihrem Abschluss 1973 setzte sie ihre Studien an der University of Wisconsin fort. Anschließend blieb sie in der Forschung, zunächst am Biwa-See-Forschungsinstitut, später an der Kyōto-Seika-Universität, wo sie seit 2000 Professorin für Umweltsoziologie war.
2006 verließ sie die Universität, um zur Wahl für den Gouverneursposten in Shiga anzutreten. Zu ihren Forderungen im Wahlkampf gehörten unter anderem Baustopps für neue Shinkansen-Bahnhöfe, Dammprojekte und eine Mülldeponie in Shiga. Ihre Kandidatur wurde von der Sozialdemokratischen Partei (SDP) unterstützt. Bei der Wahl am 2. Juli 2006 setzte sie sich mit 217.842 Stimmen gegen den Amtsinhaber Yoshitsugu Kunimatsu (185.344 Stimmen) durch, der von der LDP, der DPJ und der Kōmeitō unterstützt wurde. Sie war die erste weibliche Gouverneurin der Präfektur Shiga, die fünfte landesweit. Bei der Wahl 2010 wurde sie mit Unterstützung von DPJ und SDP mit 63 % der Stimmen wiedergewählt.
Im November 2012 gründete Kada für die Shūgiin-Wahl 2012 die Nippon Mirai no Tō („Zukunftspartei Japans“), die einen Atomausstieg, eine Reduzierung der Benachteiligung von Frauen in der japanischen Arbeitswelt und bessere Bedingungen für Familien mit Kindern anstrebte. Die Partei versammelte viele, überwiegend vorher aus den Regierungsparteien ausgetretene Abgeordnete, insbesondere die DPJ-Abspaltung von Ichirō Ozawa, spaltete sich aber kurz nach der Wahl wieder, bei der sie von 62 auf 9 Sitze zurückfiel. In der Partei verblieb nur eine Abgeordnete. In Shiga wurde Kada wegen ihrer Doppelrolle in nationaler und Präfekturpolitik kritisiert und trat im Januar 2013 vom Parteivorsitz zurück.
Zur Gouverneurswahl 2014 zog sich Kada nach zwei Amtszeiten zurück, der von ihr unterstützte Taizō Mikazuki wurde zu ihrem Nachfolger gewählt. Seit 2014 führt sie die Präfekturpartei Team Shiga (チームしが chīmu Shiga).
Bei der Repräsentantenhauswahl 2017 trat Kada als unabhängige Oppositionskandidatin im Wahlkreis Shiga 1 an, unterlag aber knapp um rund 5.000 Stimmen LDP-Amtsinhaber Toshitaka Ōoka. Bei der Senatswahl 2019 kandidierte Kada in Shiga für die linke Opposition (KDP, DVP, KPJ, SDP) und gewann knapp mit rund 14.000 Stimmen Vorsprung gegen LDP-Vorgänger Takeshi Ninoyu. Anschließend gründete sie zusammen mit der ebenfalls neu gewählten Oppositionsabgeordneten Takako Nagae aus Ehime die Fraktion Hekisuikai (碧水会). Diese löste sich im August 2022 auf, Kada wurde kurz darauf Mitglied der DVP-Fraktion. Im Juni 2023 trat sie auch der Partei bei.